# Chely Wright
Richell Rene "Chely" Wright (ur. 25 października 1970 w Kansas City) – amerykańska piosenkarka country i aktywistka.
W 1995 roku została wyróżniona tytułem Najlepszej Nowej Wokalistki przez Akademię Muzyki Country. W sumie Wright wydała 8 albumów studyjnych, a ponad 15 z jej przebojów zajęło wysokie miejsca na listach przebojów country. Do 2010 roku, w samych Stanach Zjednoczonych, płyty Wright sprzedały się w ponad 975 000 kopiach. W maju 2010 Wright wydała swoją autobiografię Like Me, a niedługo później ukazał się biograficzny film dokumentalny Wish Me Away.

## Wczesne lata
Chely Wright urodziła się 25 października 1970 roku w Kansas City w stanie Missouri. Jest najmłodszym z trójki dzieci Cheri (zm. 2014) i Stana L. Wright. Wraz z bratem Chrisem i siostrą Jennifer dorastała w muzycznej rodzinie w Wellsville i odkąd skończyła 4 lata marzyła o karierze piosenkarki country.
Jako dziecko uczyła się gry na pianinie, a publiczne, płatne występy muzyczne rozpoczęła mając 11 lat.
Podczas wakacji przed ostatnią klasą szkoły średniej pracowała przy programie muzycznym Ozark Jubilee w Branson w stanie Missouri. W 1989, tuż po ukończeniu szkoły, zdobyła rolę w musicalu w parku rozrywki Opryland USA w Nashville. W 1993 roku podpisała umowę z Mercury Records, a rok później wydała pierwszy album zatytułowany Woman In The Moon.

## Kariera

### Jako artystka komercyjna
Pierwsze dwie płyty Wright - Woman in The Moon i Right in the Middle of It nie osiągnęły dużego sukcesu, co spowodowało, że podpisała kontrakt z MCA Records. W 1997 roku jej utwór Shut Up and Drive z trzeciej płyty Let Me In znalazł się na liście przebojów country Billboardu na czternastej pozycji, a w 1999 roku singiel Single White Female z albumu o tym samym tytule osiągnął pierwsze miejsce. W 2000 roku podczas trasy z Bradem Paisleyem napisała wspólnie z nim duet Hard to Be a Husband, Hard to Be a Wife, który wykonali na wydarzeniu z okazji 75. rocznicy powstania Grand Ole Opry transmitowanym w telewizji. Występ został nominowany do kategorii Wokalne Wydarzenie Roku na 35. Corocznych Nagrodach CMA (Country Music Association).
Piąty album studyjny Wright Never Love You Enough został wydany we wrześniu 2001. Płyta zadebiutowała na czwartej pozycji listy przebojów country Billboardu.
W szczytowych latach swojej popularności Wright została umieszczona na liście "50 najpiękniejszych ludzi" magazynu People (2001).

### Jako artystka niezależna
W 2002 roku Wright rozstała się z MCA Nashville, a dwa lata później podpisała kontrakt z niezależną wytwórnią Vivaton i zaczęła przygotowywać nową płytę. Współpraca zakończyła się po pięciu miesiącach ze względu na "różnice kreatywne".
W 2004 roku Wright wydała singiel The Bumper of My SUV opisujący jej sprzeczkę z kobietą, która obrażała piosenkarkę, ponieważ zauważyła na jej samochodzie naklejkę marynarki wojennej Stanów Zjednoczonych. Piosenka wydana przez Painted Red Music Group (własność Wright) osiągnęła sukces podobnie jak kolejny mini-album Everything. Płyta była dostępna tylko przez stronę internetową Wright, jednak jej sukces doprowadził do kontraktu z Dualtone Records.
Szósty album Wright The Metropolitan Hotel został wydany 22 lutego 2005 i uplasował się dwukrotnie na listach przebojów Billboardu. Zajął 18. miejsce w zestawieniu najlepszych albumów country oraz 7. miejsce na liście albumów niezależnych.
W maju 2010, po podpisaniu kontraktu z Vangaurd Records, Wright wydała swój siódmy album studyjny Lifted Off the Ground wyprodukowany przez zdobywcę nagrody Grammy - Rodneya Crowella.
W październiku 2014 Wright zebrała 250 000 dolarów za pośrednictwem kampanii Kickstarter, a pieniądze te zostały przeznaczone na promocję i wydanie jej ósmego albumu studyjnego. Ostatecznie I Am The Rain wydano 9 września 2016 przez grupę muzyczną Painted Red i RED Distribution. Płyta została wyprodukowana przez Joe Henry'ego i zawiera utwory nagrane wspólnie z Emmylou Harris, Rodneyem Crowellem oraz The Milk Carton Kids. Była też porównywana do Tapestry Carole King.
Najnowszą płytą Wright jest świąteczny mini-album Santa Will Find You wydany w roku 2018. Obecnie artystka pracuje nad kolejną płytą. 

## Życie prywatne

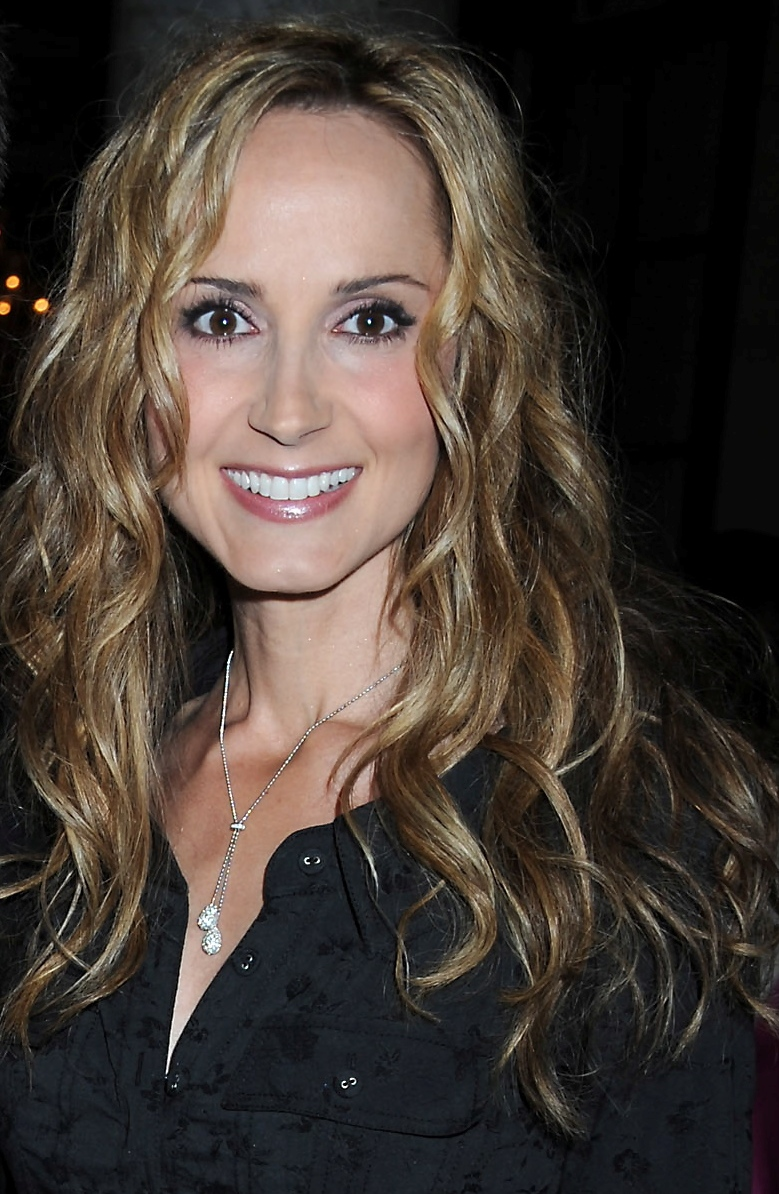
Wright na premierze Promises, Promises

Wright od małego była świadoma swojej homoseksualności, jednak jako chrześcijanka uważała ją za niemoralną. Zdecydowała nigdy o niej nie mówić ani nie wchodzić w związek z kobietą. Dodatkowo, była przekonana, że ten sekret zniszczyłby jej karierę w konserwatywnej społeczności muzyków i fanów country. Mimo tych postanowień, Wright ujawniła w swojej autobiografii, że przed ukończeniem trzydziestego roku życia była dwukrotnie w związku jednopłciowym. Od 1993 roku Wright pozostawała w stałym związku z kobietą, którą opisuje jako "miłość mojego życia". 5 ostatnich lat wspólnego mieszkania upłynęło im pod znakiem konfliktów, zerwań, powrotów i ostatecznego rozstania spowodowanych trudem utrzymania relacji w tajemnicy, długich nieobecności Wright podczas tras koncertowych i faktem, że obie były świadome, że ich związek nie zostanie zaakceptowany.
Pod koniec roku 2000 Wright związała się z piosenkarzem country Bradem Paisleyem. W późniejszych latach przyznała, że nie pociągał jej seksualnie, jednak kochała go i uważała za niesamowicie inteligentnego, zabawnego i dobrego człowieka. Mówiła: "Kochałam Brada. Nie potrafiłam się w nim zakochać, ale jeśli miałam wieść życie, które nie usatysfakcjonuje mnie do końca, to to jest mężczyzna, z którym mogę być. Jeśli zamierzam być z chłopakiem to to jest ten chłopak". Wyraziła też żal z powodu tego jak potraktowała Paisleya, gdyż od początku wiedziała, że ich związek nie będzie w pełni szczery i szczęśliwy.
Wright w końcu zaakceptowała swoją orientację i pomiędzy 2004 i 2006 powiedziała o niej swoim najbliższym. W 2007 zdecydowała, że dokona publicznego coming outu, a przez kolejne 3 lata pisała swoją autobiografię. 3 maja 2010 magazyn People podał do wiadomości oświadczenie Wright. Stała się jedną z pierwszych gwiazd country, która ujawniła się jako osoba homoseksualna. Dzień później ukazała się jej autobiografia zatytułowana Like Me.
6 kwietnia 2011 Wright ogłosiła zaręczyny z rzeczniczką praw społeczności LGBT i kierowniczką muzyczną Sony, Lauren Blitzer. Para pobrała się 20 sierpnia 2011 w prywatnej ceremonii w wiejskiej posiadłości w stanie Connecticut. 23 stycznia 2013 ogłosiły, że Chely jest w ciąży bliźniaczej. George Samuel i Everett Joseph przyszli na świat 18 maja 2013.
W 2011 ukazał się film "Wish Me Away", który skupia się na drodze Wright do publicznego ujawnienia się. Taki sam tytuł nosi jedna z piosenek Wright z albumu "Lifted Off the Ground". Film był kręcony trzy lata i zebrał wiele nagród oraz pozytywnych recenzji.
Gdy w 2012 Barack Obama wyraził aprobatę dla równości małżeńskiej, Wright publicznie poparła jego reelekcję.

## Filantropia
Wright jest założycielką organizacji charytatywnej "Reading, Writing and Rhythm" (RW&R), która wspomaga edukację muzyczną w amerykańskich szkołach. W 2002 roku Wright otrzymała nagrodę "FAME Award" MENC (obecnie NAMfE) za osiągnięcia RW&R.
W 2010 roku Wright założyła swoją drugą organizację charytatywną "Like Me". Skupia ona osoby LGBT oraz ich sojuszników i dąży do zapewnienia edukacji i pomocy tej społeczności.

## Dyskografia

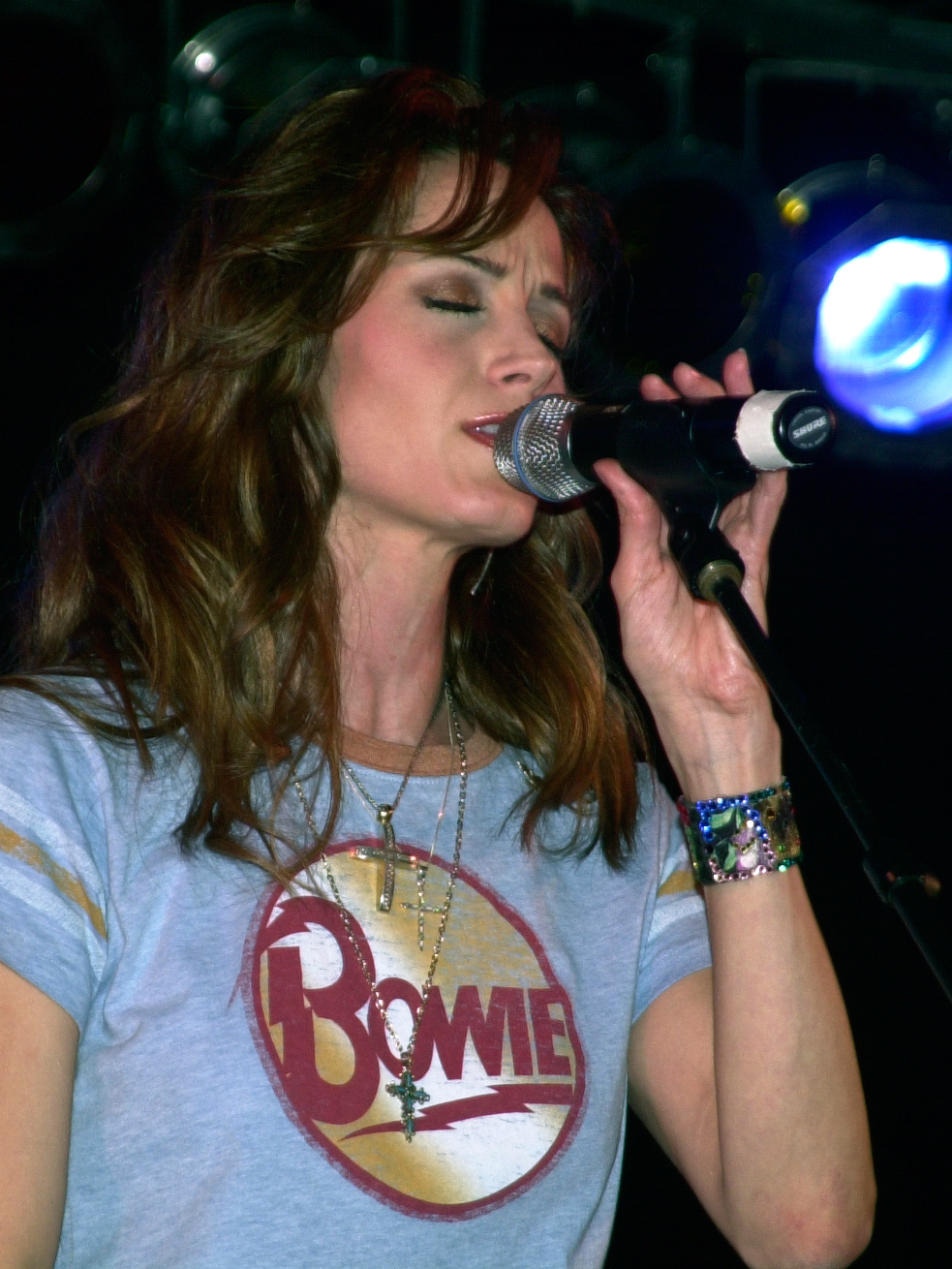
Bezpłatny koncert dla wojska w roku 2000.

## Dyskografia[80][81]

### Albumy studyjne
- 1994: Woman in the Moon
- 1996: Right in the Middle of It
- 1997: Let Me In
- 1999: Single White Female
- 2001: Never Love You Enough
- 2005: The Metropolitan Hotel
- 2010: Lifted Off the Ground
- 2016: I Am the Rain

### Kompilacje
- 2003: 20th Century Masters – The Millennium Collection: The Best of Chely Wright
- 2007: The Definitive Collection
- 2008: The Ultimate Collection-UK Release

### Mini-albumy
- 2004: Everything (EP)
- 2005: Live EP (EP w wersji cyfrowej)
- 2011: Damn Liar – The Dance Remix (EP)
- 2018: Santa Will Find You (EP)

## Filmografia
Wright wystąpiła w filmie Disneya Wielka misja Maxa Keeble’a jako Pani Styles.

## Nagrody[6]
| Rok  | Nagroda                                                             | Kategoria                                                                                      | Wynik     |
| ---- | ------------------------------------------------------------------- | ---------------------------------------------------------------------------------------------- | --------- |
| 1995 | Akademia Muzyki Country                                             | Najlepsza Nowa Wokalistka                                                                      | Wygrana   |
| 1996 | Nagrody TNN/Music City News                                         | Gwiazda Jutra                                                                                  | Nominacja |
| 1996 | Nagrody Jukebox                                                     | Najlepszy Nowy Artysta                                                                         | Nominacja |
| 1999 | Akademia Muzyki Country                                             | Najlepsza Wokalistka                                                                           | Nominacja |
| 1999 | Akademia Muzyki Country                                             | Najlepszy Teledysk — "Single White Female"                                                     | Nominacja |
| 1999 | Country Music Television                                            | Najlepszy Teledysk Wśród Kobiet — "Single White Female"                                        | Nominacja |
| 1999 | Cotygodniowe Nagrody Country                                        | Fast Track Artist                                                                              | Nominacja |
| 1999 | Nagrody Country Music Association                                   | Nagroda Horizon                                                                                | Nominacja |
| 2000 | Nagrody Country Music Association                                   | Nagroda Horizon                                                                                | Nominacja |
| 2001 | Cotygodniowe Nagrody Country                                        | Wokalna Współpraca (z Bradem Paisleyem) — "Hard to Be a Husband, Hard to Be a Wife"            | Nominacja |
| 2001 | MENC                                                                | Nagroda Stand Up for Music                                                                     | Wygrana   |
| 2001 | Nagrody Country Music Association                                   | Wokalne Wydarzenie Roku (z Bradem Paisleyem) — "Hard to Be a Husband, Hard to Be a Wife"       | Nominacja |
| 2002 | Nagrody CMT Flameworthy                                             | Video Fashion Plate — "Jezebel"                                                                | Wygrana   |
| 2002 | Magazyn People                                                      | 50 Najpiękniejszych Ludzi                                                                      | Wygrana   |
| 2002 | International Bluegrass Music Association                           | Nagrane Wydarzenie Roku (z Ralphem Stanleyem i innymi artystami) — Clinch Mountain Sweethearts | Wygrana   |
| 2002 | MENC                                                                | Nagroda FAME                                                                                   | Wygrana   |
| 2003 | American Legion Auxiliary                                           | Kobieta Roku                                                                                   | Wygrana   |
| 2005 | Cotygodniowe Nagrody Country                                        | Gwiazda o Największym Sercu                                                                    | Nominacja |
| 2005 | Cotygodniowe Nagrody Country                                        | Najlepsza Piosenka Patriotyczna — "The Bumper of My SUV"                                       | Nominacja |
| 2006 | Cotygodniowe Nagrody Country                                        | Gwiazda o Największym Sercu                                                                    | Nominacja |
| 2010 | Black Tie Dinner                                                    | Nagroda Media                                                                                  | Wygrana   |
| 2010 | Nagrody OUTmusic                                                    | Nagroda Vanguard                                                                               | Wygrana   |
| 2011 | Muzyczna Galeria Sław w Kansas                                      | Wprowadzona                                                                                    | Wygrana   |
| 2011 | GLAAD Media Awards                                                  | Wybitny Artysta Muzyczny                                                                       | Nominacja |
| 2011 | Nagrody Literackie Lambda                                           | Najlepsza Biografia — "Like Me"                                                                | Nominacja |
| 2011 | Nagroda Documentary Channel Audience - Festiwal Filmowy w Nashville | Najlepszy Film Dokumentalny — "Wish Me Away"                                                   | Wygrana   |
| 2011 | Festiwal Filmowy w Los Angeles                                      | Najlepszy Film Dokumentalny — "Wish Me Away"                                                   | Wygrana   |
| 2011 | New York LGBT Community Center’s Annual Center Women’s Event        | Kobieta Roku                                                                                   | Wygrana   |
| 2012 | Festiwal LGBT w Seattle                                             | Nagroda Publiczności, Ulubiony Film Dokumentalny                                               | Wygrana   |
| 2012 | Międzynarodowy Festiwal LGBT w San Francisco                        | Wybitny Film Dokumentalny                                                                      | Wygrana   |
| 2012 | Międzynarodowy Festiwal LGBT w Palm Springs                         | Nagroda Publiczności, Najlepszy Film Dokumentalny                                              | Wygrana   |
| 2012 | Festiwal LGBT w Melbourne                                           | Nagroda Publiczności, Najlepszy Film Dokumentalny                                              | Wygrana   |
| 2012 | Festiwal LGBT w Seattle                                             | Nagroda Publiczności, Ulubiony Film Dokumentalny                                               | Wygrana   |
| 2012 | Philadelphia Q Fest                                                 | Nagroda Jurorów, Najlepszy Film Dokumentalny                                                   | Wygrana   |
| 2012 | Festiwal Filmowy Tallgrass, Kansas                                  | Nagroda Golden Strand, Najlepszy Film Dokumentalny                                             | Wygrana   |
| 2012 | Festiwal LGBT w Pittsburghu                                         | Najlepszy Film Dokumentalny                                                                    | Wygrana   |
| 2012 | Festiwal Filmowy Fresno Real Pride                                  | Nagroda Publiczności, Najlepszy Film Dokumentalny                                              | Wygrana   |
| 2012 | Atlanta Out on Film Festival                                        | Nagroda Jurorów, Najlepszy Film Dokumentalny                                                   | Wygrana   |
| 2012 | Festiwal Filmowy Newfest, Nowy Jork                                 | CENTERPIECE                                                                                    | Wygrana   |
| 2013 | GLAAD Media Awards                                                  | Najlepszy Dokument                                                                             | Nominacja |
| 2013 | Nagrody Emmy                                                        | Outstanding Informational Programming—Long-Form                                                | Nominacja |
| 2014 | Family Equality Council                                             | Wybitne Działania jako Aktywista LGBT                                                          | Wygrana   |